# خطم الملاحة
خطم الملاحة هو معبر حدودي يعمل على مدار 24 ساعة بين الإمارات العربية المتحدة وسلطنة عمان.
في عُمان، طريق الباطنة السريع، وهو طريق سريع بطول 256 كيلومترًا و 8 حارات، يربط طريق مسقط السريع في حلبان بحدود الإمارات العربية المتحدة عند خطم الملاحة، بكلباء.
الوجاجة معبر حدودي بديل.